# Geschichtsdidaktik
Geschichtsdidaktik ist diejenige wissenschaftliche Disziplin, die sich mit der Form, Entstehung und Förderung von Geschichtsbewusstsein beschäftigt. Sie ist keine Unterdisziplin der allgemeinen Didaktik, sondern eine eigenständige Disziplin mit Bezügen zur Geschichtswissenschaft (besonders der Geschichtstheorie), Erziehungswissenschaft bzw. Pädagogik und Psychologie sowie den Sozial- und Kulturwissenschaften. Der schulische Geschichtsunterricht ist das vorrangige, aber nicht das einzige Handlungsfeld der Geschichtsdidaktik.

## Geschichtsbewusstsein im Zentrum
Die moderne Geschichtsdidaktik (in Deutschland seit etwa 1970) grenzt sich von einem früheren Verständnis ab, ihre Aufgabe nur als pragmatische Disziplin zur besseren Vermittlung geschichtswissenschaftlicher Erkenntnisse an Schüler (Abbilddidaktik) im Geschichtsunterricht zu sehen. Ebenso ist sie keine rein pädagogisch motivierte Geschichtspädagogik, wie in der Erziehung im Nationalsozialismus. Sie hat mit der Kategorie des Geschichtsbewusstseins ein Zentrum gefunden, das einschließt:
- theoretische Reflexion über die Logik und Eigenheiten historischen Denkens,
- empirische Forschungen zu Struktur und Genese von Geschichtsvorstellungen und Prozessen historischen Denkens,
- pragmatische Bemühungen um die Entwicklung von Prinzipien und Verfahren (Methoden) von Geschichtsunterricht.

## Geschichte der Geschichtsdidaktik
Das gegenwärtige Selbstverständnis der Geschichtsdidaktik im deutschsprachigen Raum hat sich in der Bundesrepublik seit etwa Mitte der 1960er Jahre entwickelt, als auch eigene Lehrstühle für dieses Fach außerhalb der praxisorientierten Pädagogischen Hochschulen entstanden. In der DDR gab es eine so verstandene Disziplin nur in eingeschränkter Form. Die entsprechende Disziplin verstand sich dort seit etwa 1960 nur noch als Methodik des Geschichtsunterrichts.
Didaktische Reflexion zum Geschichtsunterricht gab es verstärkt seit dem Aufkommen der Pädagogik als Wissenschaft im frühen 20. Jahrhundert. Die didaktischen Ansätze standen zwischen einer strikten Wissenschaftsorientierung in der gymnasialen Oberstufe und einer normativen Geschichtspädagogik in Unterstufe und Volksschule, in denen sie auf einfache Wissensreproduktion oder günstigenfalls Erlebnispädagogik durch lebhafte Lehrererzählungen setzten. Erst die Reformpädagogik brachte vor allem in der Weimarer Republik, in der der Arbeitsunterricht sogar in der Verfassung (Art. 148) genannt wurde, eine freiere Diskussion über geschichtsdidaktische Fragen in Gang.

## Ziele
Die Ziele moderner Geschichtsdidaktik sind
- hinsichtlich der Theoriereflexion die Erarbeitung einer Theorie des historischen Denkens sowohl von Individuen als auch in Kollektiven (Gesellschaften) hinsichtlich seiner Strukturen, Einflussgrößen und Verlaufsformen als auch seiner Funktionen für die Gesellschaft und das Individuum,
- hinsichtlich der empirischen Forschung die Herausarbeitung von verschiedenen Typen historischen Bewusstseins, historischer Argumentations- und Denkformen und ihrer Bestimmungsfaktoren;
- hinsichtlich der Pragmatik die Erarbeitung von Prinzipien, Verfahren und Kategorien für verschiedene Formen von historischem Lernen, die Lernende befähigen sollen, ein reflektiertes Geschichtsbewusstsein in dem Sinne zu entwickeln, dass sie in der Lage sind,
  - selbstständig Erfahrungen über die Vergangenheit auf die eigene Gegenwart und Zukunft zu beziehen und somit sein eigenes heutiges Handeln zu orientieren,
  - Aussagen anderer über Geschichte daraufhin zu befragen, was sie zum Zusammenhang von Vergangenheit mit Gegenwart und Zukunft und über die Bedeutung der Vergangenheit für Gegenwart und Zukunft aussagen.

## Theoretische Prämissen
Zu den theoretischen Prämissen der heutigen Geschichtsdidaktik gehören
- die prinzipielle Unterscheidung von Vergangenheit und Geschichte: erstere gilt nur abhängig von einer Narration als erkennbar, letzterer Begriff bezeichnet eine grundsätzlich narrativ verfasste Bezugnahme auf die Vergangenheit und ihren Zusammenhang mit der Gegenwart;
- der konstitutive Zusammenhang von Vergangenheit, Gegenwart und Zukunft im historischen Denken;
- die Bedeutung des Geschichtsbewusstseins für die individuelle und kollektive Identität;
- die Einsicht, dass jegliche Aussagen über die Vergangenheit geschichtsperspektivisch sind, eine vollständige Rekonstruktion einer vergangenen Wirklichkeit erkenntnistheoretisch daher unmöglich ist (vgl. Arthur C. Danto: Analytische Philosophie der Geschichte. Frankfurt am Main 1980);
- die Notwendigkeit einer multiperspektivischen Betrachtung und Vermittlung von Geschichte in empirischer Forschung (Fachwissenschaft) und Geschichtsunterricht;
- das Verständnis von historischem Lernen nicht als Übernahme von vermeintlich perspektivübergreifend gültigem Wissen, sondern als Erwerb der Kompetenz zu eigenständigem historischem Denken.

## Gegenwärtige Forschungsprobleme
Gegenwärtige Forschungsprobleme der Geschichtsdidaktik betreffen unter anderem:
- die Frage der Schwierigkeitsstufung, der Schüler- und Altersgerechtigkeit des Lernens und damit der Lernprogression: Frühere Überzeugungen, dass die Kindesentwicklung in fest vorgegebenen, auf Reifung basierenden Entwicklungsstufen verlaufe, sind seit den späten 1960er Jahren stark kritisiert worden. Forderungen, dass der Geschichtsunterricht mit seinen Inhalten, Zielen und Methoden dieser Entwicklung zu folgen habe, haben daher an Überzeugungskraft verloren – somit aber auch die Schlussfolgerung, dass Geschichtsunterricht wegen des erforderlichen Abstraktionsvermögens (Was ist „Staat“, „Gesellschaft“, „Schicht“?) erst ab einem Alter von etwa zehn bis elf Jahren überhaupt möglich sei und sich zunächst nur an kindgemäßen Themen orientieren müsse. Unbestritten haben jüngere Kinder andere inhaltliche Interessen. Andererseits: Der Wandel ihrer Denkformen ist zwar individuell verschieden, doch kann nicht jedem Kind alles jederzeit gelehrt werden. Zurzeit liegt kein ausgearbeitetes System einer kategorialen Unterscheidung von Schwierigkeitsstufen historischer Denk- und Lernaufgaben vor – weder für die Unterscheidung von Niveaus noch für ein ausgearbeitetes Modell der Lernprogression.
- die Herausforderung durch die Umstellung der Bildungspolitik auf die Formulierung von Kompetenzmodellen und Bildungsstandards; diese Diskussion wird in den zentralen Fächern Deutsch, Mathematik und Englisch geführt, so dass der Geschichtsunterricht an diese Diskussion Anschluss finden sollte.
- die Herausforderung durch die Interkulturalität und die weitergehende Transkulturalität, die sowohl innerhalb der deutschen Gesellschaft als auch global (Internet, Urlaubs- und Wirtschaftskontakte durch die wachsende Globalisierung) einen weiter thematisch und kategorial nationalstaatlich bestimmten Geschichtsunterricht fragwürdig macht. Über das Ziel historischen Lernens hat die Gesellschaft neu nachzudenken. Die Integration aller Lernenden in die (nationale) Gemeinschaft kann nicht das vorherrschende Ziel sein. Eine Alternative könnte die Befähigung sein, sich in einer heterogenen Gesellschaft zu orientieren. Geschichtsunterricht soll daher nicht Sinnstiftung betreiben, sondern zu einer selbständigen Sinnbildung befähigen, die die kulturelle Andersheit des jeweils Anderen anerkennt (Inklusion). Dem steht der Anspruch auf die staatliche Durchsetzung universaler Normen wie der Menschenrechte auch gegen andersartige kulturelle Traditionen entgegen. Weiterhin bleibt offen, welche Rolle die kulturelle Tradition der Mehrheit als mögliche Leitkultur hat, die zum Zusammenleben berechtigte Vorgaben macht. Z. B. stößt der Umgang mit der deutschen Verantwortung für den Holocaust am jüdischen Volk bei Immigrantenkindern auf ein völlig anderes Verhältnis zu dieser Frage, besonders wenn sie aus islamischen Familien mit einer israelkritischen Haltung stammen.

## Organisationsform
Die Geschichtsdidaktik ist als Fachdidaktik in der Bundesrepublik Deutschland zumeist an den Universitäten und/oder Pädagogischen Hochschulen angesiedelt. Ihre dortige Organisationsform ist jedoch sehr unterschiedlich. Hinsichtlich der institutionellen Zuordnung dominiert die Eingliederung in fachwissenschaftliche Abteilungen (Fakultäten, Fachbereiche) über das Modell der Zuordnung zu den Erziehungswissenschaften (so an der Universität Hamburg). Eine gesonderte Ausgliederung aller Fachdidaktiken in einem eigenen fakultäts- oder fachbereichsunabhängigen Institut war früher an der FU Berlin realisiert, ist aber aufgegeben worden. Im letzten Jahrzehnt mehren sich aber die Versuche, die Geschichtsdidaktik auch bei Zuordnung zur Fachwissenschaft Geschichtswissenschaft enger mit den anderen Fachdidaktiken zu verzahnen und gemeinsame Forschungsprojekte, gerade auch in der Empirie zu ermöglichen. Ein Beispiel ist hier die Zusammenarbeit aller Fachdidaktiken im Didaktischen Zentrum an der Universität Oldenburg.
Auch hinsichtlich der internen Struktur ist die Geschichtsdidaktik an den Universitäten unterschiedlich organisiert. Es gibt ganze Institute für Geschichtsdidaktik, so an der Westfälischen Wilhelms-Universität in Münster, einzelne Lehrstühle und Professuren innerhalb der Historischen Seminare und Institute, aber auch die Betreuung der Fachdidaktik durch Vertreter des Mittelbaus und Lehrbeauftragte (so an der Universität Rostock, Universität Greifswald, Universität Lüneburg, Technische Universität Darmstadt etc.). Im letztgenannten Modell lässt sich in der Regel kein fachdidaktischer Forschungsschwerpunkt etablieren, sondern es dominiert die Vermittlung fachdidaktischer Ansätze in der Lehre. Aber selbst bei der Ausstattung der Geschichtsdidaktik mit Professuren gibt es Unterschiede hinsichtlich der Denominationen. An einigen Universitäten, zumeist dort, wo die Geschichtsdidaktik Teil des Historischen Seminars ist, finden sich Kombinationen von Professuren für „Geschichte“ bzw. „Moderner“ oder auch „Mittelalterlicher Geschichte“ mit „Fachdidaktik“. Aus der Tradition der Pädagogischen Hochschulen, in denen die Lehrstuhlinhaber sowohl fachwissenschaftliche wie fachdidaktische und -methodische Veranstaltungen zu halten hatten, stammen die Denominationen von „-geschichte und ihre Didaktik“, die sich heute noch finden. Demgegenüber sind an der Universität Hamburg alle Fachdidaktiker Professoren „für Erziehungswissenschaft unter besonderer Berücksichtigung der Didaktik der“ (hier: Geschichte). Reine Fachdidaktik-Professuren finden sich selten, zuweilen sind sie gekoppelt mit der Denomination für Theorie der Geschichte (so an der Katholischen Universität Eichstätt-Ingolstadt).
Neben der universitären Geschichtsdidaktik gibt es weitere Institutionen, die sich mit der Erforschung des öffentlichen Gebrauchs von und des Umgangs mit Geschichte beschäftigen. Es sind dies mit Blick auf die Lehrerbildung vor allem die Staatlichen Studienseminare, also die Ausbildungsstätten der 2. Phase (Referendariat) und die Fortbildungsinstitute. Daneben existieren auch freie Träger, wie etwa Stiftungen und Vereinigungen sowie Forschungsinstitute. Zu nennen sind für letztere in Deutschland vor allem das „Georg-Eckert-Institut für internationale Schulbuchforschung“ (GEI) in Braunschweig, das aus den zunächst bi-, später multinationalen Bemühungen um eine „Entgiftung“ der Schulbücher entstanden ist und heute auch Schulbücher anderer Fächer in den Blick nimmt. Es hat in den letzten Jahren eine große Bedeutung bei der Begleitung der Transformation des Geschichtsunterrichts in den ehemals sozialistischen Staaten, aber auch bei der „Befriedung“ des Geschichtsunterrichts in Krisenregionen entwickelt. Zu nennen ist auch die Körber-Stiftung in Hamburg, die einen zweijährlichen Geschichtswettbewerb für Schüler unter der Schirmherrschaft des Bundespräsidenten veranstaltet, und dadurch viel für die Etablierung des Konzepts des Entdeckenden Lernens bzw. „Forschenden Lernens“ getan hat. Auch dieses Projekt hat in den letzten Jahren über Deutschland hinaus eine europäische Dimension erlangt.
Wissenschaftliche Fachverbände sind im deutschsprachigen Raum die Konferenz für Geschichtsdidaktik (KGD) und die Gesellschaft für Geschichtsdidaktik Österreich (GDÖ). Daneben gibt es die Internationale Gesellschaft für Geschichtsdidaktik. Die fachbezogenen Interessen der Geschichtslehrer in Deutschland vertritt der Geschichtslehrerverband.

### Organisationen
- Deutschschweizerische Gesellschaft für Geschichtsdidaktik (DGGD)
- Gesellschaft für Geschichtsdidaktik Österreich (GDOE)
- International Society for History Didactics (ISHD)
- Konferenz für Geschichtsdidaktik. Verband der Geschichtsdidaktikerinnen und Geschichtsdidaktiker Deutschlands e. V. (KGD)

### Open Access
- didactics online, Uni Wien
- History Helpline, PH Basel
- Internationales geschichtsdidaktisches BlogJournal

## Einzelbelege
1. ↑  Stefan Jordan: Die Entwicklung einer problematischen Disziplin. Zur Geschichte der Geschichtsdidaktik. In: Zeithistorische Forschungen/Studies in Contemporary History. Band 2, Heft 2, 2005. (online)
2. ↑  Knut Engeler: Geschichtsunterricht und Reformpädagogik. LIT, Berlin 2009, ISBN 3-8258-1922-1 (Google books)
3. ↑  Internetseite der Gesellschaft für Geschichtsdidaktik Österreich (GDÖ). Abgerufen am 21. Dezember 2023.